# ISO 14069
L'ISO 14069 (ISO/TR 14069:2013, (ICS 13.020.40) est une norme ISO qui décrit les principes, les concepts et les méthodes se rapportant à la quantification et à la déclaration des émissions directes et indirectes de gaz à effet de serre par une organisation. Elle fournit des directives d'application de l'ISO 14064‑1 aux inventaires des gaz à effet de serre, au niveau des organisations, pour la quantification et la déclaration des émissions directes, des émissions indirectes liées à l'énergie et des autres émissions indirectes.
L'ISO 14069 décrit, pour toutes les organisations, y compris les autorités locales, les étapes à suivre pour :
- définir le périmètre organisationnel, selon une approche fondée soit sur un contrôle financier ou opérationnel soit sur la participation au capital ;
- définir le périmètre opérationnel, en identifiant les émissions directes et les émissions indirectes liées à l'énergie devant être quantifiées et déclarées, ainsi que d'autres émissions indirectes éventuelles que l'organisation choisit de quantifier et de déclarer; pour chaque poste d'émission, des lignes directrices sont fournies, sur les périmètres spécifiques et les méthodologies, pour la quantification des émissions de gaz à effet de serre et leur captation ;
- établir le rapport déclaratif gaz à effet de serre : des lignes directrices sont données pour promouvoir la transparence concernant les périmètres, les méthodologies utilisées pour la quantification des émissions directes et indirectes de gaz à effet de serre et leur captation, ainsi que l'incertitude des résultats.

L’ISO 14069 fournit des directives d’application de la norme ISO 14064-1. Elle donne quelques exemples de comptabilisation, et décrit les 23 postes d’émissions de gaz à effet de serre qu'une organisation doit détailler pour respecter cette norme, regroupés en six catégories :
| Catégorie                                                                     | Poste d’émission | Poste d’émission                                                                                       |
| ----------------------------------------------------------------------------- | ---------------- | --- |
| Émissions directes                                                            | 1                | Sources fixes de combustion                                                                            |
| Émissions directes                                                            | 2                | Sources mobiles de combustion                                                                          |
| Émissions directes                                                            | 3                | Procédés hors énergie                                                                                  |
| Émissions directes                                                            | 4                | Émissions fugitives                                                                                    |
| Émissions directes                                                            | 5                | Utilisation des terres, changement d’affectation des terres et foresterie (UTCATF)                     |
| Émissions indirectes provenant de l’énergie achetée                           | 6                | Consommation d’électricité                                                                             |
| Émissions indirectes provenant de l’énergie achetée                           | 7                | Consommation d’énergie importée à travers un réseau physique non électrique (vapeur, chaleur ou froid) |
| Émissions indirectes provenant des transports                                 | 12               | Transport de marchandises amont                                                                        |
| Émissions indirectes provenant des transports                                 | 13               | Déplacements professionnels                                                                            |
| Émissions indirectes provenant des transports                                 | 16               | Transport des clients et visiteurs                                                                     |
| Émissions indirectes provenant des transports                                 | 17               | Transport de marchandises aval                                                                         |
| Émissions indirectes provenant des transports                                 | 22               | Trajets domicile-travail des employés                                                                  |
| Émissions indirectes provenant des produits utilisés par l’organisation       | 8                | Émissions liées à l’énergie non incluses dans les postes 1 à 7 ci-dessus                               |
| Émissions indirectes provenant des produits utilisés par l’organisation       | 9                | Achat de produits ou services                                                                          |
| Émissions indirectes provenant des produits utilisés par l’organisation       | 10               | Immobilisations                                                                                        |
| Émissions indirectes provenant des produits utilisés par l’organisation       | 11               | Déchets                                                                                                |
| Émissions indirectes provenant des produits utilisés par l’organisation       | 14               | Actifs en leasing amont                                                                                |
| Émissions indirectes associées à l’utilisation des produits de l’organisation | 15               | Investissements                                                                                        |
| Émissions indirectes associées à l’utilisation des produits de l’organisation | 18               | Utilisation des produits vendus                                                                        |
| Émissions indirectes associées à l’utilisation des produits de l’organisation | 19               | Fin de vie des produits vendus                                                                         |
| Émissions indirectes associées à l’utilisation des produits de l’organisation | 20               | Franchises en aval                                                                                     |
| Émissions indirectes associées à l’utilisation des produits de l’organisation | 21               | Actifs loués en aval                                                                                   |
| Autres émissions indirectes                                                   | 23               | Autres émissions non incluses dans les postes 1 à 22                                                   |